# Fata dai capelli turchini
La Fata dai capelli turchini, chiamata inizialmente Bambina dai capelli turchini, semplificato in la Fata, e rinominata Fata Turchina negli adattamenti, è un personaggio immaginario del romanzo Le avventure di Pinocchio. Storia di un burattino di Carlo Collodi. Insieme al Grillo Parlante e a Mastro Geppetto, la Fata è uno dei personaggi positivi della storia di Collodi, e svolge un ruolo determinante nell'educazione di Pinocchio in qualità di sua fata madrina che a pieni effetti prenderà il ruolo di sua madre adottiva.

## Ruolo nella storia
Nella stesura originale, la Bambina dai capelli turchini appare nell'originale capitolo finale del romanzo, il quindicesimo. Inseguito dagli assassini (il Gatto e la Volpe), Pinocchio raggiunge la una casetta nel bosco e bussa disperato. La Bambina appare alfine alla finestra, con le braccia incrociate, la pelle bianca, gli occhi chiusi e, senza muovere le labbra, risponde che sono tutti morti in quella casa, compresa lei che sta aspettando la bara per essere portata via, quindi scompare e gli assassini raggiungono Pinocchio e poi lo impiccano ad un albero lì vicino. Si potrebbe presumere che questa originale figura dovesse di principio essere il fantasma di un qualche abbandonato mausoleo al quale Pinocchio si sarebbe unito dopo la sua morte, ma per via delle proteste dei lettori, il finale fu annullato e le avventure del burattino proseguirono.
Nel seguente capitolo, quindi, il narratore spiega che la Bambina è in realtà una fata che ha vissuto mille anni nel bosco. Impietosita alla vista di Pinocchio impiccato alla Quercia Grande, ordina ad un falco di liberare il burattino e al suo cocchiere, un barbone antropomorfo di nome Medoro, di condurlo a casa, e consulta tre stimati medici (il Corvo, la Civetta e il Grillo-parlante) per sapere le condizioni del burattino: mentre i primi due accampano teorie, il Grillo-parlante critica le scelte di Pinocchio, che palesemente si finge addormentato, fino a farlo piangere, confermando il suo status di vivente.
La Fata si accorge allora che Pinocchio ha la febbre e gli porge una medicina che il burattino inizialmente si rifiuta di bere poiché amara. La Fata prova a convincerlo offrendogli una pallina di zucchero e sistemando il letto e la stanza a suo gradimento, ma Pinocchio continua a rifiutare. La Fata, quindi, invita dentro quattro conigli neri con una bara per portarlo via, alche Pinocchio si spaventa e beve la medicina. Una volta guarito, la Fata si fa raccontare la sua versione delle peripezie che ha il burattino passato, e il suo naso comincia improvvisamente ad allungarsi quando mente su quello che è successo alle sue monete. Quando Pinocchio non può più ignorare il suo gigantesco naso, la Fata afferma che le bugie hanno due forme: quelle dalle gambe corte (una morale su come i bambini tendono a mentire facilmente) e, nello specifico caso di Pinocchio, quelle con il naso lungo.
Dopo aver lasciato piangere il burattino per una mezz'ora per le sue menzogne, la Fata chiama un migliaio di picchi per ridurre le dimensioni del naso ed annuncia a Pinocchio che Geppetto è stato avvertito e che sarebbe arrivato a momenti. Inoltre, la Fata prende la decisione di nominarsi sorella del burattino. Il burattino è al colmo della felicità e decide di correre incontro al babbo nel bosco, ma incontra nuovamente il Gatto e la Volpe che lo convincono a seguirli al campo dei miracoli.
Nel capitolo XXIII, dopo diverse disavventure, Pinocchio riesce a tornare verso la casa della Fata, sperando che suo padre e sua sorella lo perdonino per il ritardo di quattro mesi, ma al posto della casa trova una lapide di marmo su cui è scritto che ella è morta di dolore per essere stata abbandonata dal fratellino. Disperato, Pinocchio piange una giornata intera sulla sua tomba, chiedendo perdono. Un colombo poi arriva sul posto e gli comunica che Geppetto ora ha intenzione di cercarlo oltremare. Il pennuto scorta Pinocchio fino alla spiaggia dove si trova, ma il falegname ha già preso il largo e Pinocchio ha giusto il tempo di vederlo andare a fondo per via del mare mosso. Pinocchio si tuffa allora per salvarlo.
La mattina seguente, Pinocchio si arena sull'isola delle Api Industriose e, raggiunto il villaggio, lo scopre pieno di gente laboriosa. Dopo aver tentato di chiedere l'elemosina a diversi passanti, una donna gli permette di bere da una sua caraffa e gli promette un lauto pasto se l'aiuterà a portare una brocca d'acqua a casa sua. Pinocchio accetta e, dopo essersi sfamato, riconosce improvvisamente nella buona donnina la non più Bambina dai capelli turchini.
La Fata di principio finge, ma poi rivela di essere resuscitata grazie al suo genuino pentimento e si promuove da sorella a madre del burattino. Pinocchio le domanda come abbia fatto a crescere e lei risponde che è un segreto che Pinocchio purtroppo non può imparare, data la sua natura di burattino. Pinocchio rivela di essere stanco di questa sua forma e di volere essere come gli altri bambini, così la Fata gli offre un patto: a condizione che si dimostri meritevole e obbediente, la Fata lo premierà trasformandolo in un bambino in carne ed ossa. Pinocchio accetta e, con suo lieve rammarico (subito spento da una ramanzina della madre), scopre che già da domani dovrà andare a scuola.
Con sua grande sorpresa, Pinocchio si dimostra un alunno modello, con grande gioia della Fata che, assieme al maestro, lo mette in guardia dagli studenti che lo canzonano. Pinocchio si pentirà poi di non aver dato ascolto a ciò quando viene convinto dai sette suoi compagni bulli a marinare la scuola per avvistare il Pesce-cane sulla spiaggia. Dopo essere ritornato da quella tremenda esperienza, la Fata pensa già a punire Pinocchio: per aver saltato la scuola, la Fata manda la sua cameriera Lumaca ad aprirli e portargli una colazione composta da cibi di gesso, cartone ed alabastro. Dopo questa lunga penitenza, Pinocchio viene perdonato e recupera con gli studi e, alla fine dell'anno scolastico, quando risulta il più bravo della scuola, la Fata gli annuncia che l'indomani lo trasformerà in un ragazzo come gli altri. Per festeggiare l'avvenimento Pinocchio organizza col permesso della madre una festa per tutti gli amici e i compagni di scuola. Andando a invitarli uno per uno, quando va dal suo migliore amico Lucignolo, questi lo convince a fuggire nel Paese dei balocchi. Di principio Pinocchio rifiuta, guardandosi anche bene dal mancare il coprifuoco, ma finisce alla fine per ignorarlo e poi accetta la richiesta dell'amico.
Pinocchio si ritrova così trasformato in somaro, e quando si esibisce al circo in cui è stato venduto, nota tra il pubblico la Fata, con indosso un medaglione che lo ritrae. Pinocchio prova a chiamarla, ma dalla bocca gli esce un raglio e il direttore gli dà una bacchettata sul muso. Per il dolore, Pinocchio si distrae, riguarda tra il pubblico si accorge che la Fata è sparita. Persa la concentrazione, Pinocchio inciampa nel cerchio e rimane zoppo. Per tale motivo, un tamburino lo compra per scuoiarlo e usare la pelle per il suo strumento. Per farlo, decide di affogarlo in mare, ma la Fata interviene mandando un banco di pesci voraci che hanno mangiato il corpo di somaro che lo rivestiva. Sfuggito al tamburino, Pinocchio nuota via e scorge poi su uno scoglio bianco una capretta dal manto turchino che gli fa segno di avvicinarsi. Pinocchio la riconosce come la Fata, ma sfortunatamente poco prima di raggiungerla viene inghiottito dal Pesce-cane.
Nel capitolo finale, Pinocchio e Geppetto, appena fuggiti dal ventre del Pescecane e approdati a terra, trovano accoglienza in una capanna di paglia di proprietà del Grillo-parlante, che spiega che la capretta dal pelo turchino gliela aveva regalata il giorno prima, mormorando tra sé e sé di come non potrà più rivedere Pinocchio. Da queste parole Pinocchio ha la conferma che la capretta era realmente la Fata. Cinque mesi dopo, mentre si reca al mercato per comprare dei vestiti con i suoi risparmi, Pinocchio incontra la Lumaca, che lo informa delle pessime condizioni di salute ed economiche della padrona. Pinocchio quindi le passa tutti i suoi risparmi da portarle, promettendone altri. Pinocchio quindi si rimette subito all'opera per mantenere entrambi i genitori e quando crolla dal sonno, la Fata gli appare in sogno, contenta del suo maturamento, e dopo avergli dato un bacio gli dice: «Bravo Pinocchio! In grazia del tuo buon cuore, io ti perdono tutte le monellerie che hai fatto fino a oggi. I ragazzi che assistono amorosamente i propri genitori nelle loro miserie e nelle loro infermità, meritano sempre gran lode e grande affetto, anche se non possono esser citati come modelli d'ubbidienza e di buona condotta. Metti giudizio per l'avvenire, e sarai felice.» Appena si sveglia, Pinocchio si accorge di essere diventato un ragazzo in carne ed ossa, e si trova in tasca un portamonete d'avorio con un biglietto su cui legge che la Fata restituisce i quaranta soldi e lo ringrazia della sua bontà, ma al posto dei quaranta soldi di rame, che Pinocchio aveva affidato alla Lumaca, si trova nel portamonete quaranta monete d'oro.

### Il compagno Pinocchio
Ne Il compagno Pinocchio, scritto da Aleksej Nikolaevič Tolstoj, a coprire la figura della Bambina è Malvina, una semplice bambina di legno dai capelli azzurri, sfuggita dalle grinfie di Karabas Barabas (il malvagio sosia di Mangiafoco), che ha fatto dei suoi fratelli e il suo fidanzato Pierrot le attrazioni del suo teatrino. Malvina si rifugiò nel bosco, dove fece amicizia con gli animali, tra cui Artemone (controparte non antropomorfa di Medoro). Quando Burattino, inseguito da Alice e Basilio (la Volpe e il Gatto), bussa alla sua porta, Malvina lo ignora ma il giorno dopo lo salva dalla corda e, disgustata dai suoi metodi poco ordinati, lo obbliga a delle lunghe lezioni di galateo e comportamento che Burattino finisce, per un motivo o per l'altro, di fallire, venendo punito e chiuso in soffitta. Stufo, Pinocchio scappa e incontra Alice e Basilio. Più tardi, riunitosi con Pierrot. Burattino deciderà di rubare a Karabas le informazioni sulla sua chiavetta, ma prima accompagna l'amico da Malvina, che ha intanto compreso di essere stata troppo severa con Burattino e, assieme a Artemone, si unisce a Pierrot e Pinocchio per mettere i bastoni tra le ruote ai piani di Karabas. In seguito non ha più ruoli rilevanti, non essendo in grado di combattere. Quando Burattino riesce a fare suo il teatro del Fulmine, Pierrot, Malvina e i loro fratelli diventano gli attori, liberi dalla tirannia di Karabas.

## Ispirazioni
Carlo Lorenzini, "assistendo al processo di Firenze del 1879 contro Anna Kuliscioff (rinchiusa alle Murate), restò affascinato dalla
sua autodifesa dinanzi al Tribunale penale: e per sua ammissione nel ritratto della Fata dai capelli turchini si ispirò proprio ad Anna". L'ex-arcivescovo di Bologna Giacomo Biffi sostenne che semmai la fata turchina era ad immagine della Vergine".
Di diverso avviso il sincretista, filosofo e storico delle religioni Elémire Zolla. In Uscite dal mondo, definisce il Pinocchio di Collodi come un racconto iniziatico ispirato a Le Metamorfosi di Apuleio, dove la figura della fata turchina deriverebbe dal culto di Iside.
Nel 1976 il giornalista e studioso Nicola Rilli pubblica il libro Pinocchio in casa sua per la casa editrice fiorentina Giorgi & Gambi. Nel volume, dove si cerca di ricostruire un itinerario dei luoghi e dei volti che avevano ispirato Carlo Lorenzini, tra Firenze e Sesto Fiorentino, viene dedicato ampio spazio al personaggio della Fata dai Capelli Turchini. Secondo Rilli, ad ispirare il personaggio fu Giovanna Ragionieri, figlia del giardiniere impiegato a Villa Bel Riposo, la residenza estiva del Lorenzini, situata a Castello sotto la medicea Villa La Petraia, allora parte del comune di Sesto Fiorentino, adesso comune di Firenze. A conferma della genesi di Pinocchio e dei suoi personaggi tra il Quartiere 5 di Firenze e il Comune di Sesto Fiorentino, una serie di iniziative celebrative a carattere istituzionale, tra cui quella dell'allora presidente del quartiere Stefania Collesei, che nel 2008, anno della ristampa del volume di Rilli per le edizioni NTE, ha creato un itinerario in 12 tappe tra memoria storica e memoria popolare che include anche i luoghi dove ha vissuto Giovanna Ragionieri, morta a 94 anni nel 1962 nella casa di Castello dove abitava, ubicata vicino a Villa Bel Riposo.
Sul personaggio della fata e su Giovanna Ragionieri, torna anche Giuseppe Garbarino, che nel suo volume del 2014 intitolato Pinocchio svelato, raccoglie sulla scia di Rilli gli articoli pubblicati dalla stampa nazionale e internazionale alla fine degli anni cinquanta, quando si cominciò a parlare della connessione tra la Ragionieri e il personaggio collodiano. Debitore del lavoro di Rilli è anche il documentario realizzato nel 1995 da Leandro Giribaldi intitolato Pinocchio. il pescecane e il mare all'Osmannoro, girato nei luoghi tra Firenze e Sesto dove Lorenzini aveva concepito parte dei personaggi di Pinocchio e che include un'intervista a Piero Faggi, nipote di Giovanna Ragionieri, la fata dai capelli turchini, realizzata proprio nei luoghi dove aveva vissuto.
Nel documentario di Giribaldi, viene riportato un frammento audio dell'intervista rilasciata dalla stessa Giovanna Ragionieri, allora novantenne, al giornalista di Radio Monteceneri, Gianfranco Pancani. Il servizio fu trasmesso il 24 dicembre del 1956 e durante l'intervista, la Ragionieri racconta della relazione amichevole tra la sua famiglia e Carlo Collodi e di come fosse trattata al pari di una figlia dallo stesso scrittore fiorentino. Stefano Pernice e Lorenzo Pecchioni fanno la stessa cosa di Giribaldi in un documentario del 2006 distribuito in DVD e intitolato Pinocchio a Firenze, dove tra gli altri viene intervistato anche il nipote di Giovanna Ragionieri.
Nel 2011, l'autorevole quotidiano britannico Daily Mail pubblica un articolo sui luoghi fiorentini che hanno ispirato il Pinocchio di Collodi, in calce viene citata Giovanna Ragionieri come ispirazione diretta per il personaggio della Fata dai capelli turchini.
Una versione fumettata della vita di Giovanna fu pubblicata nel 2023 da Elena Triolo, sua discendente con il titolo di Turchina.

## Altri media

Gina Lollobrigida interpreta la Fata nello sceneggiato TV del 1972 di Luigi Comencini.

Negli adattamenti del romanzo di Collodi, la Fata svolge l'importante ruolo che ha nel libro ma, con l'influenza del film Disney, in molti fanno di lei la ragione per cui Pinocchio è in grado di muoversi. Altre caratteristiche prese in prestito dalla medesima versione e la semplicità di accontentarsi di fare i suoi abiti d'azzurro anziché i suoi capelli e quasi tutti, anche chi segue fedelmente il libro, tendono a dipingerla solo nella sua forma adulta, pochissime solo in quella di bambina e ancor meno in ambo le forme (per tanto viene spesso tagliato il discorso dell'essere la sorella e poi madre adottiva del protagonista).
Va rilevato che il colore "turchino" è in italiano il blu scuro (blu di Prussia, blu sabaudo) e non è da confondere con il colore turchese. Un "cielo turchino" è un cielo blu scuro come si ha subito prima che cali la notte. La fata dai capelli turchini ha dunque i capelli molto scuri, di un blu quasi nero, e così viene rappresentata nell'illustrazione a china dell'edizione originale del libro. La frequente confusione, in italiano, tra "turchino" e "turchese", il colore della pietra simile al celeste, ha però, spesso, fatto cambiare colore di capelli alla fata di Collodi, spiegando così anche il perché della sua rinominazione in "Fata Turchina".
- La prima Fata Turchina risale al primissimo adattamento del 1911, interpretata da Lea Giunchi. Salva Pinocchio dall'impiccagione ed è colei che gli dona le monete che Gatto e Volpe poi gli ruberanno. La Fata poi salva Pinocchio dalla sua forma di asino in maniera diretta, riportandolo alla normalità mentre l'omino di burro lo conduce al mercato, e infine lo trasforma in bambino vero.
- Nel film del 1947 Le avventure di Pinocchio di Giannetto Guardone, il ruolo della fata è interpretato da Mariella Lotti. Segue pressocché lo stesso ruolo del libro e indossa classici vestiti da fata, con tanto di cappello a punta. A differenza del libro, nella narrazione di transizione, è spiegato che la Fata ritrova Pinocchio al circo e lo riporta alla normalità, poi Pinocchio riprenderà la ricerca del padre che lo porterà in mare. A fine storia, non finge di essere malata e Pinocchio lavora sodo solo per il padre e la Fata lo premia trasformandolo in bambino.[39]
- Nel film animato italiano del 1971 Un burattino di nome Pinocchio di Giuliano Cenci, nonostante la fedeltà al romanzo, la Fata dai capelli turchini è sempre adulta e il discorso della figura materna è tirata in ballo da Pinocchio dopo che prende la decisione di impegnarsi per diventare umano. La Fata ha gli stessi ruoli del libro senza differenze (anche se non vengono visti la sua punizione a seguito della disavventura con il Pescatore Verde e la sua finta malattia all'ospedale, nemmeno nelle illustrazioni di transizione, per tanto anche la Lumaca è tagliata). A doppiarla è Vittoria Febbi.
- Nell'anime del 1972 Le nuove avventure di Pinocchio, è rinominata Fata della Quercia ed è lo spirito che inabita la quercia da cui Pinocchio è stato ricavato. Per dare gioia alla triste vita di Geppetto, la fata anima la marionetta da lui costruita e, alla fine del secondo episodio, dopo che Pinocchio scappa a Mangiafuoco, la Fata si presenta a lui. Pinocchio la supplica di renderlo un umano e gli promette che lo farà quando si sarà dimostrato un bravo ragazzo. La Fata compare in diversi episodi a redarguire la marionetta o a consigliarlo e aiutarlo con la sua magia, ma a parte ciò non ha ruoli vitali, al punto che (con l'eccezione del Grillo) nessuno mai la incontra. In due episodi ha però dei ruoli fondamentali: in "Pinocchio ancora stregato" è rivelato che ha una nemesi nella forma della Strega dei Papaveri, colei che gestisce il Paese dei balocchi, che sembra sconfiggere dopo aver salvato Pinocchio dalle sue grinfie, e ne "La Quercia" il ricco padre di Franco intende abbattere la Quercia per poi installare un luna park e, spaventato che ciò ucciderà la Fata, Pinocchio si oppone all'abbattimento dell'albero e dopo che la Fata provoca una tempesta tanto furente quanto passiva agli umani, essi concordano di non toccare l'albero. Alla fine della serie, dopo che trasforma Pinocchio in umano, la Fata gli volge un ultimo saluto prima di scomparire dalla sua vita, con Pinocchio che la supplica di non andarsene, chiamandola per la prima volta "mamma", venendo poi consolato da Geppetto e i suoi amici.
- Nello sceneggiato TV del 1972 Le avventure di Pinocchio di Luigi Comencini, la celebre Gina Lollobrigida interpreta la Fata. La miniserie si inventa che la Fata è lo spirito della defunta moglie di Geppetto, con un carattere alquanto severo (forse dovuto dal fatto che la Lollobrigida non aveva in simpatia l'attore protagonista Andrea Balestri[40]). Quando Geppetto va a dormire a seguito della costruzione di Pinocchio, nella notte la Fata giunge e fa un patto con il burattino: per dare al marito il figlio che non ha mai potuto dargli, la Fata trasformerà Pinocchio in bambino temporaneamente e se si comporterà bene rimarrà tale, ma nel caso compia una qualsiasi brutta azione, ritornerà di legno finché non si sarà fatto perdonare. La Fata copre poi i suoi normali ruoli del libro, con delle chiare presenze spirituali (segnate dal suo tema musicale) quando Pinocchio si trasforma da bambino a burattino e viceversa. L'ultimo loro incontro avviene al circo. Dopo essersi azzoppato ed essere stato venduto al tamburino, la Fata domanda al direttore di lasciarla sola col somarello, al quale fa poi una ramanzina su come non ne può più di questa faccenda e farà il suo ultimo miracolo prima di uscire per sempre dalla sua vita: riunirlo al padre (in forma di burattino). Mentre Pinocchio dorme nel Pesce-cane, Geppetto ha a sua volta un proprio soliloquio in cui si domanda come mai la fantomatica Fata (di cui non scopre mai l'identità) abbia fatto penare così tanto Pinocchio in questa maniera, arrivando pure a chiamarla "strega"(insulto già dato da Pinocchio quando tempo addietro la accusò di volerlo umiliare con il naso lungo). Al che, la Fata dona a Pinocchio il corpo umano permanente, rendendo inanimato il burattino. Alla fine dello sceneggiato, dopo essere tornati sulla terraferma, Pinocchio scorge una casa simile a quella della Fata e spinge Geppetto a raggiungerla, segno che forse la Fata non ha ancora chiuso con Pinocchio.
- Nell'anime Pinocchio del 1976, la Fatina compare inizialmente nella forma di una normale donna dai capelli bruni ed è incontrata da Pinocchio mentre cerca il campo dei miracoli, che la donna conferma essere vero. Pinocchio allora continua testardamente il suo viaggio ignorando i consigli della donna e Gina e, quando aggredito dal Gatto e la Volpe, tenta di ritornare alla casetta, ma questa continua a scomparire, lasciandolo alla mercé dei furfanti. In seguito, la Fatina lo salva e, dopo che viene derubato, lo riaccoglie in casa con la promessa di educarlo nelle materie scolastiche prima di restituirlo a Geppetto, incontrandolo per informarlo di questo suo piano (mostrando a lui i suoi capelli turchini). Pinocchio impara dalla Fata, ma spesso si lascia anche abbindolare dal Gatto e la Volpe a scappare e viene quindi punito quando fa ritorno. L'ultimo ritorno, in cui Pinocchio sta portando il Gatto e la Volpe per obbligarli a prendersi la responsabilità dei guai che ha passato, la Fata finge la sua morte per testare il suo pentimento. Pinocchio la piange e poco dopo incontra una colomba gigante che lo accompagnerà in volo da Geppetto. Gina capirà col tempo che la colomba è la Fatina e, tramite la forma di colomba e più avanti anche di capretta con un corno solo, seguirà da distanza Pinocchio. In un episodio, mette alla prova Pinocchio facendolo pazientare un intero giorno davanti alla sua torre in attesa che la sua cameriera Lumaca gli apra, ma Pinocchio fallisce la prova e la Fata se ne va, continuando a visionarlo da lontano e suggerendo a Gina (in rari momenti disperati) come risolvere la situazione in cui Pinocchio si è cacciato. Alla fine della serie, premierà Pinocchio trasformandolo in bambino, desiderio che Pinocchio formula il suo ultimo giorno da burattino dopo aver pensato che sia quella la ragione per cui finisce nei guai.
- Nel film animato del 1987 I sogni di Pinocchio, un seguito della storia, la Fata è rinominata "Fata Madrina" ed ha pressocché un simile ruolo alla versione Disney: partecipa al compleanno di Pinocchio dove da vita ad una sua statuetta di legno che diventerà il suo nuovo Grillo Parlante, poi lo ritrasforma in bambino dopo averlo salvato dalla inanimata forma di marionetta a cui lo ha ridotto Pupazzettino, spiegando che il suo padrone è un malvagio demone che mira a distruggere lei e le sue sorelle fate rubando la libertà ai loro protetti. A fine film, Pinocchio usa tale libertà, intrisa di magia azzurra, per sconfiggere l'Imperatore della Notte e la Fata lo ringrazia di aver salvato lei, le fate e i loro protetti, ma tristemente gli dice che non potranno più rivedersi.
- La celebre attrice italiana Anna Marchesini nel programma I promessi sposi del 1990 ha parodiato il personaggio, più specificamente la versione televisiva della Lollobrigida della serie di Comencini.
- Nel film anime Doraemon - The Movie: Le 1000 e una notte del 1991,  in una scena, Nobita e Shizuka entrano nel mondo di Pinocchio grazie alle scarpe favolose ed inizialmente assistono alla scena in cui La Fata Turchina, similmente al film Disney, dona vita a Pinocchio e gli spiega che se vuole diventare un bambino vero deve comportarsi bene e rendere fiero Geppetto.
- Nel film diretto da Diane Eskenazi del 1992, la Fata è vista a inizio film perdere un suo incantesimo che si mette a vagare nel villaggio dove si rifugia nel ciocco di legno che diventerà Pinocchio. Da lì in poi, ha pressocché ruolo simile a quello del libro: salva Pinocchio dai furfanti (stavolta prima che lo impicchino), quando Pinocchio fa ritorno la Fata non è più alla sua casa (ma Pinocchio non ha modo di confermare il suo stato, dovendo partire con una colomba a fermare il padre dal prendere il mare) e la rincontra in paese quando si spaccia per una vecchia portatrice d'acqua. In seguito, la Fata poi salva Pinocchio dalla forma asinina e poi è la colomba a informare Pinocchio che la Fata sta male e ha bisogno di soldi per l'ospedale. Pinocchio dona allora i soldi che servivano a suo padre, ma la Fata lo ricompensa curando Geppetto e trasformando Pinocchio in bambino.
- Nel film del 1996 Le straordinarie avventure di Pinocchio, la Fata è assente, ma il seguito conferma che a sostituirla è la lavandaia Leona, un'amica d'infanzia di Geppetto che ha sposato suo fratello. Il giorno delle sue nozze, Geppetto (ancora innamorato di lei) incide su un albero un cuore con le loro iniziali e sarà da quel legno che anni dopo (quando Leona diventa vedova) Geppetto ne ricaverà Pinocchio, animatosi dall'amore infuso nel cuore inciso. Durante il suo primo giorno di vita, vagando per il villaggio, Pinocchio incappa in Leona, che gli dona dei vestiti che stava fabbricando per le marionette di Lorenzini, poi sosterrà Geppetto nella sua ricerca del figlio e informerà Pinocchio quando il falegname prende il mare. Tornati entrambi dalla Balena, Pinocchio diventa bambino dopo che dimostra il proprio amore verso il padre e tornano con Leona e Lucignolo a casa. Leona e Geppetto poi si sposeranno. A interpretarla è Geneviève Bujold.
  - Nel seguito del 1999 Il mondo è magia - Le nuove avventure di Pinocchio, Leona è morta ma il suo fantasma, nella forma di una bambina dai capelli blu, guida Pinocchio nella sua seconda avventura, apparendo e parlando solo a lui. La bambina finisce col guidare Pinocchio ad una fonte magica in grado di riportare la gente al loro stato originale, con cui Geppetto e Lucignolo tornano normali, e Lorenzini si trasforma in un orrendo mostro. Pinocchio (tornato marionetta) fa per tuffarcisi, ma è preoccupato che non finirà bene per lui, ma essendosi conquistato da solo la forma di bambino, la fonte lo riporta a quell'aspetto. A fine film, Pinocchio incontra una bambina dall'identico aspetto ma dai capelli bruni che da come parla sembra trattarsi proprio di lei. A interpretarla è Gemma Gregory.
- Nel film del 2002 Pinocchio di Roberto Benigni, la Fata è interpretata dalla moglie di Benigni: Nicoletta Braschi. Ha un paio di scene extra, la prima (con cui il film apre), vede la Fata attraversare la città di Geppetto a notte fonda sulla carrozza di Medoro, con cui dialoga sulla breve e fragile vita delle farfalle, prefigurando la sua momentanea morte (forse alludendo che quello sia stato un suo esperimento), dopodiché anticipa l'alba (visto che la scarsa vista di Medoro gli impedisce di guidare in sicurezza) e fa volare via la farfalla che ha scaturito il loro dialogo. La farfalla, intrisa di magia, continuerà a vivere per tutta la durata della pellicola e durante il brusio mattutino, sbatte contro un ciocco di legno dandogli vita. I suoi ruoli poi procedono da norma (anche se non viene fatta allusione alla questione di fare da madre o sorella al burattino). Tuttavia, la sua punizione quando Pinocchio marina la scuola perché sviato dai suoi compagni bulli è diversa: anziché lasciarlo all'addiaccio senza cena, lo interroga su quello che avrebbe imparato a scuola, umiliandolo con il naso, ma poi, comprendendo la sua determinazione, gli promette di trasformarlo in bambino alla festa del giorno dopo, durante la quale è lei a spingere Pinocchio di trovare Lucignolo per avere il suo migliore amico nel suo momento più importante. Dopo che Pinocchio viene salvato dalla forma d'asino, tenta di tornare a riva dove l'aspetta la Fata (non in forma di capra su uno scoglio isolato) ma viene mangiato dal Pesce-cane. La Fata poi non si finge ammalata e invece arriva a Pinocchio dopo la guarigione di Geppetto, per poi andarsene fiera mentre la magia applica i cambiamenti.
- In Pinocchio - Il grande musical del 2003, la Fata Turchina ha un ruolo più piccolo. Compare durante il brano "C'era una volta", implicando che sia dietro il motivo per cui l'albero da cui Pinocchio viene ricavato sia animato, poi ha il suo ruolo di salvatrice durante i brani "Giuro" e "Vita", dove è accompagnata da due cameriere di nome Corvo e Civetta (in riferimento ai medici) e due maggiordomi simili a Medoro. Si limita a soccorrere Pinocchio dalla corda e, dopo la scena delle bugie, lo convince a tornare a casa e non pensare più al campo dei miracoli. Nel secondo atto, la sua voce si sente quando Pinocchio si rende conto che vuole diventare umano e, dopo averla sentita, la Fata usa la sua magia per rendere vero questo suo desiderio. Un'altra figura ha qualche minima ispirazione alla fata nell'opera: Angela che, similmente a Leona, è l'interesse amoroso di Geppetto che si offre di fare da figura materna a Pinocchio, fidanzandosi alla fine col falegname. I brani di Angela sono quindi invece "Un figlio perfetto", "Buongiorno",  "Figli", "Voglio andare via" e "È soltanto amore".
- In Pinocchio 3000, due personaggi prendono dalla Fata: Marlène (controparte di Lucignolo) sembra avere qualche dettaglio preso dalla controparte giovane, mentre Cyberina è la vera e propria Fata madrina di Pinocchio, rappresentata come una specie di sirena fluttuante di colore e dalla coda robotica. E lei che si offre di trasformare Pinocchio in bambino appena se ne dimostrerà degno e gli incanta il naso affinché si allunghi quando dice qualcosa di sbagliato. Più avanti è vista fare da giudice al gioco della fantasia, dove tenta inutilmente di insegnare a Pinocchio l'umiltà nell'aver perso. Compare poi a fine film dove, anziché fare lei il miracolo di trasformare Pinocchio in bambino, lo mette sulla carrozza della Balena Magica con il padre robotizzato e la manda in senso opposto, trasformando entrambi in umani, dopodiché usa la sua magia e un ombrello di Geppetto per far rinascere tutto il verde degli alberi e fiori soffocati da Scamboli. A doppiarla in inglese è Whoopi Goldberg e in italiano è doppiata da Mauro Coruzzi.
- Nel film animato del 2007 Bentornato Pinocchio, un seguito della storia, la Fata Turchina informa Geppetto a inizio film che Pinocchio non è del tutto al sicuro dall'omino di burro e che cattive azioni potrebbero non solo riportarlo ad essere un burattino, ma anche un asinello. Ricompare poi a fine film dove ferma la fuga degli antagonisti, trasformando l'omino di burro in un blocco di burro e i suoi scagnozzi (Gatto, Volpe, Robot e Arlecchino) in asini. Poi è vista assieme a Geppetto e Pinocchio godersi il circo di Mangiafoco.
- Nella miniserie del 2009 è interpretata da Violante Placido e qualche elemento viene preso dalla miniserie di Comencini: la Fata (qua con solo l'abito azzurro), dona a Pinocchio un temporaneo corpo umano, con la promessa di farlo tornare burattino quando si comporta male, e renderlo umano quando si sarà dimostrato tale, donandogli come guida un invisibile Grillo Parlante. La Fata interviene poi a convincere il Grillo a non desistere solo perché Pinocchio è troppo per lei. Nella seconda parte, salva Pinocchio immobilizzando Gatto e Volpe e portandolo a casa, dove lo fa visitare da dei dottori per assicurarsi che lo spavento non lo abbia messo a rischio, minacciandolo poi con i conigli becchini quando si rifiuta di bere la medicina. Pinocchio promette poi di andare a casa, ma viene sviato e derubato dal Gatto e la Volpe e quando torna dalla Fata a chiedere aiuto, trova la casa distrutta e la cameriera Lumachina, inizialmente umana, è tornata alla sua forma di insetto, spiegando a Pinocchio che i conigli sono tornati a prendere la Fata dopo che la sua promessa è stata infranta. Grillo prova a dire a Pinocchio che non è possibile per le fate di morire e, difatti, una scia azzurra li aiuterà a tornare a casa più avanti. La fata è poi vista al circo e aiuterà Pinocchio a liberarsi della forma d'asino. Dopo che Pinocchio e Geppetto scappano al Pesce-cane, i due trovano ospitalità a casa di una vecchia pescatrice che, sostituendo il Grillo, istruisce Pinocchio su come procurarsi il latte per il padre. Quando il latte non sembra funzionare, la vecchia dice che a Geppetto servirà un nuovo cuore e Pinocchio, senza esitare, è pronto a offrire il suo immobile cuore di legno. A quel punto, la pescatrice si rivela essere la Fata, guarisce Geppetto e trasforma Pinocchio in un umano completo, per poi sparire dalla scena.
- Nel film animato del 2012 ha l'aspetto di un'adolescente di nome Turchina ed è doppiata da Lucrezia Marricchi. Quando Pinocchio è inseguito da Gatto e Volpe, Turchina dorme e non si accorge quando bussa disperato alla porta, ma il mattino seguente poi lo fa salvare a guarire, mentre dipinge il burattino in un ciondolo. Dopo la scena delle bugie, Pinocchio rivela di avere una cotta per Turchina, ma si accorge che non può sposarla da marionetta quale è, così Turchina si offre di trasformarlo in umano se si comporterà bene e lo manda a casa. Mentre in prigione ad Acchiappacitrulli, Pinocchio ha un incubo in cui torna da Turchina, ma trova la porta chiusa e tutti i tentativi di aprirla risultano vani, finché la casa crolla lasciando spazio ad una tomba per la fata, facendo realizzare a Pinocchio di averla uccisa infrangendo la sua promessa. Più tardi la rivedrà mentre si esibisce come somaro e, nel tentare di ritrovarla, viene buttato in mare per non aver seguito gli ordini, ma Turchina lo salva riportandolo alla normalità. Infine, trasforma Pinocchio in bambino dopo che sviene di sulla spiaggia in seguito al salvataggio del padre.[41]
- Nella miniserie tedesca del 2013, la fata è la protettrice di un albero nel villaggio di Geppetto e ha un ruolo molto diverso, limitandosi ad agire (perlopiù) da distanza e silenziosamente, quasi senza mai interagire con nessuno dei personaggi. La fata prima guida il ramo del suo albero preso da Antonio alla porta di Geppetto, poi anima la marionetta costruita dal falegname, in seguito, nella forma di fuoco fatuo, salva Pinocchio dal Gatto e la Volpe. Nella sua unica scena di interazione, la Fata poi salva Pinocchio e i suoi amici Luca e Sofia, venduti come asini ad un macellaio, trasformandosi in una ragazza che tiene distratto il garzone, liberando i somari che, una volta al sicuro, sono poi riportati alla normalità. Infine, dopo essere scappato dalla balena, Pinocchio è trasformato in bambino dalla ninfa.
- In Ever After High, Cedar Wood nasce grazie al desiderio del padre espresso a una Fata Turchina col desiderio di avere una figlia buona e onesta. Ma la Fata prende troppo sul serio le parole di Cedar, e non può dire bugie ( almeno fino al diploma).
- Nel film del 2019 Pinocchio di Matteo Garrone, la Fata viene rappresentata con entrambe le sue forme: la versione giovane è interpretata da Alida Baldari Calabria e quella adulta da Marine Vacth (doppiata da Domitilla D'Amico). Ha lo stesso ruolo del romanzo, con però qualche piccola differenza: prima di lasciarlo andare dal padre, la Fata spende una giornata a giocare con Pinocchio come la sorella che si offre di essere per lui, non finge la sua morte in quanto Pinocchio torna subito a casa dopo essere scampato dal tribunale di Acchiappacitrulli ed è colei che lo salva dopo che naufraga nel paese delle Api Industriose. Il resto procede da norma, senza però la scena della capretta e il fingersi malata, direttamente mostrandosi a Pinocchio alla fattoria di Giangio dopo alcune settimane di duro lavoro per trasformarlo in bambino.
- In Pinocchio: A True Story, due personaggi si ispirano alla fata: Lyusilda, la fata locale, che dona vita a Pinocchio e poi lo ricompenserà per il suo buon animo, e Bella, la bambina dai capelli turchini (ispirata di più alla figura di Malvina) che inizialmente è creduta la figlia di Mangiafuoco, esibendosi come acrobata nel suo circo, ma si scoprirà essere stata rapita dal crudele circense dal maresciallo Fantozzi. Bella fa anche da interesse romantico per il protagonista.
- Nell'adattamento in stop motion del 2022 di Guillermo del Toro, ben due Fate Turchine compaiono, una ispirata alla gentile versione Disney e una più vicina alla severa versione del libro, ed essendo entrambe sorelle, sono entrambe vociate da Tilda Swinton in inglese e Franca D'Amato in Italiano, e indossano la stessa maschera azzurra. Lo Spirito del Bosco, un essere azzurro che rimanda sia la figura di un serafino con le sue quattro ali e Argo con occhi sparsi per il suo corpo, anima Pinocchio per alleviare il dolore di Geppetto, ma il grillo Sebastian, che ha trovato casa nel petto di Pinocchio si intromette e lo Spirito allora gli promette una ricompensa qualsiasi se guiderà Pinocchio nella retta via. La seconda Fata Turchina è invece la Morte, qua con l'aspetto di una chimera, dall'atteggiamento più serio, dialoga con Pinocchio mentre attende di resuscitare tra una morte e l'altra, dialogando sul senso della vita. Dopo che Pinocchio muore dopo aver fatto esplodere il Pescecane, chiede alla Morte di tornare subito per salvare il padre dall'affogamento, ma Morte lo avverte che così facendo diventerà (metaforicamente) umano che gli rimarrà un'ultima vita, ma Pinocchio accetta le conseguenze e muore poi dalla fatica dopo aver salvato il padre. Ritorna in scena lo Spirito del Bosco che non può fare nulla alle suppliche di Geppetto di ridargli il figlio, ma Sebastian usa allora la sua ricompensa per chiedere che Pinocchio resusciti un'ultima volta e lo spirito accetta. La Morte ha come seguaci quattro conigli neri scheletri che portano le bare dei morti nell'aldilà, per poi giocare a poker, e Sebastian diventerà il loro quinto membro in seguito alla sua morte.
- È presente nelle serie di Rai Yoyo Il villaggio incantato di Pinocchio e Pinocchio and Friends. Nel primo cartone, i personaggi delle fiabe tramandano i loro ruoli ai figli: la figlia della Fata, che sembra che coprirà anche il ruolo di altre fate madrine, è una delle amiche di Pinocchio. Nella seconda serie, la Fata Turchina (adulta) fa da maestra a Pinocchio e Freeda, ma si lascia spesso distrare, e ha la Lumaca e Medoro come animali domestici.
- In Pinocchio Musical compare sia la versione giovane che la versione adulta. Anziché morire, la Fata fa soccorrere Pinocchio dalla sua punizione impartitagli dal giudice e, quando è riportato a casa, la fata è già adulta.
- Nel videogioco Shrek: Reekin' Havoc, la Fata dai capelli turchini è una dei prigionieri del villaggio di Pinocchio. Nello stesso livello, i conigli neri fanno da nemici.
- In A.I. - Intelligenza artificiale, il protagonista David, abbandonato dalla sua madre adottiva, si convince che ciò è dovuto alla sua natura di robot e, ricordandosi della fiaba di Pinocchio, parte alla ricerca della Fata Turchina. La ricerca lo porta fino alla sommersa Coney Island, presso un'attrazione basata su Pinocchio, e chiede alla sua statua di renderlo un bambino vero. Due millenni dopo, gli alieni giungono sulla Terra e rinvengono David e, volendo dare a lui il lieto fine che ha penato per avere, creano un'illusione olografica per far sì che la Fata Turchina gli esprima il suo desiderio, che gli alieni procedono a rendere reale con la loro tecnologia, dandogli una madre che lo ami per il bambino che vuole essere per lei.
- Nell'opera teatrale nipponica-australiana Once Upon a Midnight, la Fata Turchina, di nome Angelica, è riuscita a tenere a bada i mostri dell'Underground affinché non vadano in giro a terrorizzare i bambini del mondo. La trama vede il re dei mostri portare una bambina fifona nel loro mondo per convincere Angelica che la paura è fondamentale agli umani.[42]
- Il manga Pinocchio, scritto da Osamu Tezuka, mischia il film Disney col libro originale e molti dei personaggi, Fata inclusa, mantengono l'aspetto e il carattere Disneyiano (più qualche elemento dal secondo anime). La fata originariamente si presenta come la Fata dai capelli turchini, ma Pinocchio la soprannomina "Fata Turchina". La Fata scende dal cielo e, rispondendo al desiderio di Geppetto, dona vita a Pinocchio, chiedendogli di distinguere il bene dal male per diventare di carne e ossa. Il Grillo, invece, si intromette nella conversazione chiedendo lui stesso di diventare la coscienza del ragazzo, per ripagare dell'ospitalità del falegname e, come nel film, gli dona vestiti migliori. La fata poi manda un'aquila a salvare Pinocchio dalla corda di Volpe e lo cura presso il suo castello, e dopo la visita dei medici, la medicina e le bugie, lo manda per la sua strada. Dopo essere uscito di prigione grazie all'amnistia, Pinocchio arriva stremato al Paese delle Api Industriose, qui abitato da vere e proprie api operaie. Una di esse, è la Fata travestita, che accompagna Pinocchio a casa con la promessa di un pasto in cambio di un aiuto con la caraffa. Pinocchio esegue e poi si riposa sull'uscio, mentre l'ape chiama la sua lumaca domestica che ci mette un giorno intero a scendere con il promesso pasto ed è allora che la Fata si rivela e poi lo intima a correre a casa. Quando venduto al circo, Pinocchio non riesce a eseguire alcun numero e, mentre si dispera dietro le quinte, una delle capre del circo gli spiega che può tornare di legno andando in mare, dove poi dovrà andare in cerca del padre divorato dal Pesce-cane. La capra quindi diventa una colomba e, sfuggendo dai circensi, porta Pinocchio alla riva. Solo il Grillo capisce che era la Fata. Infine, come nel film, la fata rianima Pinocchio e lo trasforma in bambino vero, poi ricompensa il Grillo con la spilla.[43]
- In Fables, la Fata Turchina, a seguito della storia di Pinocchio (nella quale, prendendo troppo alla lettera il desiderio del burattino, lo tramutò in un bambino senza la capacità di crescere, motivo per cui ora la odia), continuò ad animare le creazioni di Geppetto per poi garantire a loro forma umana in seguito alla loro crescita mentale e morale. Volendo usare questo potere per sé, Geppetto cattura la Fata e ne prosciuga la magia, mandandola in coma, per potersi così creare un esercito sotto l'alias de "l'Avversario". Dopo essere stata liberata da Ozma, Turchina tenta di vendicarsi sul falegname, ma è convinta dalla Bestia di attendere 777 giorni prima di attuare la sua vendetta, dopo che le porteranno Geppetto. La Fata accetta, promettendo però di punire Bestia con 777 anni di schiavitù se non rispetterà i patti. Avendo fallito, la Bestia guadagna tempo dicendole che Geppetto ora vuole sposarla e, preparandosi a discuterne con la Dama del Lago, le due sono uccide da Riccioli d'oro. Cenerentola, potendo resuscitare solo una delle due, opta per salvare la Dama.
- Nel fumetto Agenzia investigativa Carlo Lorenzini, si ambienta in un mondo in cui i personaggi dei libri (in una normale forma umana) si manifestano nel mondo dei lettori dopo che il loro libro diventa un classico. Quando la Bambina dai capelli turchini si risveglia a Firenze, un uomo la rapisce e la vende in Libia come schiava. Data la sua originale natura magica, la Bambina è in grado di vedere i fantasmi di storie mai scritte che, avendola a cuore, tentano di proteggerla dalle cattiverie degli umani fino a fare una strage attorno a lei seguendo i suoi ordini. Durante la guerra, Carlo Lorenzini (Pinocchio) riesce finalmente a trovarla e tranquillizzarla e la notte dopo diventa la più calma e pacata Fata Turchina adulta. Ora tranquilla, la Fata, sotto l'alias di Angie (in onore della madre di Collodi), aiuta Carlo come sua fidanzata e segretaria all'agenzia investigativa. Va d'accordo con tutti i personaggi femminili e l'unico straccio di magia lo usa per dialogare, tramite i riflessi, con la sua controparte giovane che nel secondo volume, riesce ad emergere di nuovo a seguito della temporanea morte di Carlo per mano di Nicolas Eymerich, devastando di nuovo un edificio con i fantasmi delle storie mai raccontate. A causa della sua pericolosità, il Tribunale delle Storie la manda in esilio presso Gilgamesh e qui il fumetto viene discontinuato. Degno di nota, la forma umana che assumono i personaggi è detta essere dovuta a ciò che pensavo i lettori del personaggio, di conseguenza, Angie ha i capelli turchesi mentre la bambina (semi-intoccata negli adattamenti) continua ad averli del corretto colore turchino.[44][45]
- In Pinocchio. Storia di un bambino, Madame Turchina è una burattina vecchia e vanitosa che gestisce un bordello ed è priva delle gambe, girando su quelle che sembrano le rotelle di una seggiola da ufficio. Dopo aver salvato Pinocchio dalla corda, lo fa ripagare della sua "gentilezza" cercando di insegnandogli a mentire e facendolo lavorare nella sua attività, "investendo" la sua paga (sostituendo il campo dei miracoli). Dopo essersi rifatta le gambe con i soldi guadagnati con lui, tenta di migliorarne l'aspetto del bambino, ma essendo Pinocchio di carne, i medici finiscono con il peggiorare le cose, rendendolo grasso e flaccido. Pinocchio è così cacciato via e, il giorno dopo, quando intende farsi giustizia per quello che ha passato rivolgendosi a un giudice, questi lo manda in prigione. Al processo che fa da espediente narrativo alla storia, Madame Turchina viene portata a testimoniare e attacca Pinocchio, ancora ostinato a dire la verità e, nonostante ciò, la corte ordina al bambino di smetterla.[46]
- In Turchina viene narrata la vita di Giovanna Ragionieri, fonte di ispirazione del personaggio, e vengono fatti diversi paragoni tra lei e il personaggio durante la storia.[38]
- Un altro fumetto dal titolo Pinocchio, il colore della notte vede la storia del romanzo dal punto di vista della Bambina dai capelli turchini, a cavallo tra i sogni e la realtà. Morta anni prima della vicenda, lo spirito della bambina ha ottenuto un grande potere tramite i suoi capelli turchini e per tanto, l'Ombra della Coniglia (la Morte) la usa affinché aiuti i suoi servitori a riempire le bare. Di questa cupa alleanza fanno anche parte l'omino di burro e l'oste dell'Osteria del Gambero Rosso. Pinocchio, difatti, doveva inizialmente essere lasciato morire ma, siccome gli ricordava le storie che ha letto e poi colpita dal suo cuore battente, la Bambina cambiò idea e lo salvò. Quando la Fata decide di riunire Pinocchio a Geppetto, manda il Grillo (ancora nella forma di ombra) a invitare il falegname, ma il Grillo viene a meno all'ordine, forse preoccupato per ciò che le accadrà con l'Ombra della Coniglia, la quale difatti, quando Pinocchio se ne va, cattura la Bambina e la seppellisce viva (o risveglia il suo originale corpo sepolto), proprio nel momento che il suo cuore torna a battere. La fata riesce eventualmente a liberarsi ma traumatizzata dal rumore del suo cuore battente che per quattro mesi l'ha tormentata nella bara, se lo estirpa e lo butta in mare, e il cuore si trasforma così vita al Pesce-cane. Ritrovato Pinocchio, la Bambina usa i suoi capelli per creare una maschera che la faccia sembrare adulta così da badare a Pinocchio come madre, lasciando trapelare dei sentimenti morbosi e possessivi nei suoi confronti, continuando a tenerlo d'occhio, a debita distanza, anche durante la sua disavventura col Pescatore Verde. Temendo che a Pinocchio vengano dei sospetti (già dal fatto che, come rivela a Lucignolo, non riesce a chiamarla "mamma"), la Fata tenta di rallegrarlo promettendogli la festa che lo trasformerà in bambino, ma sfortunatamente, Pinocchio e il suo amico diventano le vittime dell'omino di burro (che ha spiato sulla bambina con una farfalla nascosta nei suoi capelli). Dopo aver rivisto Pinocchio al circo, la Fata si vendica uccidendo l'omino, poi sembra rinunciare dopo aver scoperto che Pinocchio è stato venduto al tamburino, lasciando finalmente andare il Grillo (la cui ombra è sempre stata attaccata ai suoi capelli) dopo avergli restituito una forma fisica. Quando Pinocchio riemerge dal mare come burattino, la Bambina rivela di non aver fatto nulla, realizzando che ad averlo riportato a quella forma è stato il Pesce-Cane, scoprendo anche che vuole risucchiare la vita a Pinocchio per sostituirgli il cuore con il suo. Quando il mostro inghiotte Pinocchio, la Fata crolla in un sonno profondo e viene ghermita dalla Coniglia, che sfrutta per sé i suoi poteri tramite i sogni. Grillo e Lumaca tentano di aiutarla, spingendo Pinocchio, ritornato sulla terraferma, a non rendere vani i suoi insegnamenti e quando i due portano a lei i soldi che Pinocchio ha dato affinché guarisca, la fata riacquista speranza e, liberandosi dell'influenza della Coniglia, mantiene la promessa fatta a Pinocchio e lo trasforma in bambino. Il giorno dopo, la Fata, dopo essersi tagliata la ciocca alla quale la Coniglia le si era attaccata, si dirige sulla spiaggia, invisibile a tutti poiché ritornata un fantasma, e si ricongiunge al Pesce-Cane e al suo cuore, ma Pinocchio (accortosi del suo spettro) stabilizza il suo traumatico battito cardiaco usando il suo vecchio corpo di legno e la Fata trova finalmente la pace interiore e la pace eterna.[47]
- In Lies of P, Sophia Monad ricopre il ruolo del personaggio.
- In varie serie animate e televisive sulle fiabe, la Fata Turchina copre un importante ruolo, spesso molto simile a quello Disney.
  - Le più belle favole del mondo: nei quattro episodi dedicati a Pinocchio, la Fata Turchina veglia su Pinocchio sotto le spoglie di una grilletta. Appare nella prima parte, rimproverando Pinocchio per aver fatto lo schizzinoso e il maleducato di fronte al poco cibo che può permettersi Geppetto, il burattino si accinge a schiacciarla, ma si trasforma in Fata e scompare davanti agli occhi increduli del burattino. Nella seconda parte, la Fata cerca di avvertire Pinocchio delle intenzioni del Gatto e la Volpe, ma senza successo. Dopo averlo salvato dalla corda, la Fata gli fa promettere che per sdebitarsi dovrà tornare subito a casa, o il suo naso si allungherà quando mente quando tornerà a casa, Pinocchio è però sviato dal Gatto e la Volpe e poi derubato. Tornato a casa racconta storie a Geppetto per non essere rimproverato e gli cresce il naso fino al soffitto; la Fata appare, gli fa dire la verità e gli fa promettere di comportarsi bene e gli ridà gli zecchini con cui comprare di nuovo l'abbecedario. Nella terza parte, Pinocchio tramutato in ciuchino, viene ritrasformato in marionetta dalla Fata che lo fa atterrare sano e salvo a riva. Nella quarta parte, la Fata ricompensa Pinocchio trasformandolo in bambino.
  - Calendar Men: nell'episodio "Pinocchio e il Cosmo-Pavone", il pennuto ha trovato rifugio nella forma della bacchetta della Fata Turchina. Lunedì e i suoi tirapiedi convincono un Pinocchio umano a scortarli dalla Fata per prendere la bacchetta, ma la Fata non solo è pronta al loro attacco, difendendo il Cosmo-Pavone, ma poiché Pinocchio ha marinato la scuola, lo punisce trasformandolo in burattino, ma solo per poco, dal momento che era stato ingannato e, il tempo che lui rincasi, Pinocchio è già tornato umano.
  - Nel regno delle fiabe: la Fata, chiamata Sofia, è interpretata da Lainie Kazan. Da vita a Pinocchio, che infantilmente la chiama "mamma", e gli spiega cosa dovrà fare per diventare umano. Come nel film Disney, aiuta Pinocchio a fuggire dalla gabbia del burattinaio e poi lo trasforma in bambino dopo che si è dimostrato un bravo figlio. A fine puntata ha un breve flirt con Geppetto.
  - Le fiabe più belle: La Fata Turchina si limita a salvare Pinocchio dalla corda e poi lo testa facendogli delle domande sul perché non sia andato a scuola, facendogli allungare il naso dalle bugie, poi lo fa andare a casa. Ricompare alla fine dell'episodio dove teletrasporta Pinocchio e Geppetto dalla riva a casa sua dove trasforma Pinocchio in bambino.
  - Hello Kitty's Furry Tale Theater: Hello Kitty stessa prende il ruolo della fata. Anima Pinocchio Penguin, lo salva dalle grinfie di Catnipia e Griderosso e poi lo trasforma in un "pinguino vero" a fine storia. Si muove spostandosi su una mezzaluna fluttuante.
  - Happily Ever After: Fairy Tales for Every Child: La Fata ha lo stesso ruolo della versione Disney: anima Pinocchio, lo salva dalle grinfie del burattinaio (comicamente usando dei fermacapelli per forzare la serratura, dicendo che non serve usare la magia su tutto) e infine trasforma il protagonista in un bambino all'interno della Balena, che poi guida verso riva dove i protagonisti sbarcano.
  - Tre gemelle e una strega: nell'episodio di Pinocchio, la Fata è assente. La Strega Annoiata, che ricopre il ruolo di Gatto e Volpe per l'intero episodio, si dispiace per il fato dei bambini-asinelli e decide di aiutare Pinocchio con la balena, e gli materializza un motoscafo per raggiungerla. Pinocchio riesce nel suo intento, ma una codata del pescione lo uccide. Non sopportando tale finale, la Strega allora trasforma Pinocchio da somaro a bambino vero, resuscitandolo e dando alla storia il lieto fine (una delle poche volte che lo fa nella serie). Tale buona azione è la prima che viene ricordata da Pinocchio nell'episodio finale.
  - Le tenebrose avventure di Billy e Mandy: nell'episodio "Billy ocean", Billy viene divorato dalla Balena dentro il quale trova Pinocchio e Geppetto. Geloso di come il padre passi più tempo con il ragazzo, Pinocchio viene avvicinato dalla Fata Turchina che, ignorando la sua richiesta di diventare umano, gli suggerisce un modo per scappare dalla balena usando il fumo, ma Pinocchio comprende di dover cucinare e mangiare Billy per diventare umano. La Fata, persa nelle sue preoccupazioni, non si accorge delle bieche macchinazioni del suo protetto e sparisce.
  - Colorado - 'Sto classico: interpretata da Chiara Francini, questa versione della Fata somiglia più ad una critica zitella. Salva Pinocchio dalla corda spaventando il Gatto e la Volpe con la sua maschera di bellezza, poi si prende cura di "Pino'" offrendogli i suoi orrendi biscotti, che Pinocchio per cortesia, mente sul loro sapore, ma viene beccato e per tanto leva le tende dall'imbarazzo. Dopo essere stato scarcerato e lasciato andare dal contadino, trova la casa della fata vuota e un biglietto in cui la Fata lo critica per il suo rude comportamento e su come i suoi amici e cari ora patiscono per ciò. La Fata poi è presente all'intervista-espediente narrativo, dove Geppetto tenta più volte di far colpo su di lei, ma a fine episodio, assieme a Grillo, il Pappagallo e il presentatore, sono messi in riga da Pinocchio, divenuto un responsabile adulto senza i loro "così preziosi" insegnamenti, tornando a casa col padre.
  - Simsalagrimm: la Fata Turchina, detta essere in grado di esaudire i profondi desideri della gente, anima Pinocchio per dare a Geppetto il figlio che non ha mai avuto e poi se ne va. Quando Pinocchio scappa dal burattinaio e va in cerca dei suoi amici, la Fata lo raggiunge con la sua carrozza e lo porta da Doc Croc e Yoyo. Pinocchio prova a mentire ai suoi amici per non preoccuparli, ma la fata lo punisce allungandogli il naso finché non dice la verità, poi li lascia proseguire verso Geppetto. A fine episodio, la Fata ricompensa il duro lavoro di Pinocchio nel prendersi cura del padre raffreddato, trasformandolo in bambino vero. Per l'intero episodio, Yoyo tenta di chiederle un cappello nuovo, ma la Fata sparisce prima che finisca la sua richiesta, ma nel finale il suo desiderio viene realizzato.

### Versione russa
Malvina appare senza drastiche differenze nei tre adattamenti della storia: in Pinocchio - La chiavetta d'oro, in cui è rappresentata come un pupazzo in stop-motion, nel film animato del 1959 Le avventure di Pinocchio e in The Adventures of Buratino ( interpretata da Tatyana Protsenko).
Nel film estone del 2009 Buratino, una parodia moderna della storia, Malvina appare come un'amica di Pinocchio, una giovane star famosa, e anche viziata e capricciosa. 

### Versione Disney
(Fata Azzurra, Pinocchio)

La Fata nella versione Disney.

- Nel film Disney Pinocchio, la Fata è rinominata "Fata Azzurra" e ottiene un ruolo molto diverso dal libro. Essa è la personificazione (o lo spirito guardiano) della Stella dei Desideri a cui Geppetto si rivolge una notte per far sì che Pinocchio diventi un bambino vero. La Fata Azzurra scende e, sotto lo sguardo del Grillo Parlante, anima Pinocchio dicendo che il resto spetterà a lui: dimostrandosi "bravo, coraggioso e disinteressato" (per quanto in originale chieda di essere "coraggioso, sincero e altruista") diventerà un bambino vero. Alla domanda di Pinocchio su come fare, la Fata dice di seguire la coscienza, e quando Pinocchio domanda cosa sia, interviene il Grillo a spiegargliela e la Fata lo nomina così coscienza del burattino, donandogli vestiti migliori e promettendogli una medaglia a missione compiuta, quindi se ne torna in cielo. Quando Pinocchio si ritrova prigioniero di Mangiafuoco, Grillo tenta di liberarlo senza successo e poco dopo giunge la Fata. Imbarazzato dal dirgli la verità su come sia finito in quella situazione, Pinocchio prova a mentire, ma è scoperto dal suo lungo naso. La Fata decide di perdonarlo, gli accorcia il naso e apre la gabbia. Quando Pinocchio torna finalmente a casa, la trova vuota. Subito dopo, una colomba mandata dalla Fata, porta un messaggio che rivela che Geppetto lo stava venendo a prendere al Paese dei Balocchi, ma è stato divorato dalla Balena. A fine film, essendosi Pinocchio dimostrato coraggioso, bravo e altruista, la Fata lo riporta in vita come bambino e poi dona la medaglia di "Coscienza ufficiale" al Grillo. Degno di nota sul suo design, la Fata è l'unico personaggio del film disegnato al rotoscopio, con le sembianze di Marge Champion (che l'anno prima, tramite la stessa maniera, diede la sua faccia a Biancaneve), ha i capelli biondi, i vestiti azzurri e delle ali trasparenti.[48]
- Nel videogioco La rivincita dei Cattivi, la Fata Azzurra compare brevemente per incaricare il giocatore e il Grillo di recuperare le pagine del libro, o i malvagi delle storie riportate vinceranno sui propri rispettivi protagonisti. Alla fine del gioco premia il Grillo e il giocatore con dei giocattoli accessibili dal menu principale.
- Nel videogioco del film, la Fata incarica Pinocchio di dimostrarsi coraggioso, onesto e altruista ottenendo delle medaglie e, una volta ottenute tutte e tre, diventerà un bambino. Retconando di poco gli eventi del film, Pinocchio si dimostra onesto andando a scuola (un attimo prima di essere sviato da Volpe), quella dell'altruismo fermando il Postiglione e quella del coraggio salvando il padre dalla Balena.
- Compare in alcune storie a fumetti, la cui più importante apparizione è ne L'Inferno di Topolino, in cui ricopre il ruolo di Beatrice, sotto il nome di Biancaneve, dove conduce le anime dei violenti (rappresentati dai ragazzi svogliati) verso la redenzione, salvandoli dalla tentazione (raffigurata da Gatto e Volpe) con l'aiuto della coscienza (il Grillo).
- In Geppetto, la Fata Azzurra è interpretata da Julia Louis-Dreyfus, che le da una personalità frizzante e ha un brano musicale "Just Because It's Magic". In questa versione, la Fata compie di proposito l'incantesimo a metà per mettere alla prova non solo Pinocchio, ma lo stesso Geppetto, il quale scopre così le fatiche di essere un genitore che riteneva così facili. A metà del film, la Fata, decide di aiutare Geppetto con questa lezione facendogli incontrare due suoi amici che gli fanno capire che la sua errata immagine di un genitore non è così perfetta come credeva, poi lo indirizza al Paese dei Balocchi dove si trova il figlio. A fine film, la Fata rivela che non può fermare Mangiafuoco dal portare via Pinocchio per via del loro contratto e Geppetto allora chiede di essere trasformato in un essere inanimato per non poter soffrire senza il figlio. Compiaciuta che Geppetto ha imparato a essere un padre, la Fata trasforma Pinocchio in un bambino e poi scaccia Mangiafuoco a suon di colpi magici. Julia è stata spesso criticata che questo non è un ruolo adatto a lei, critiche fondate considerato che il ruolo spettava a Julie Andrews, ma per via di un intervento alle corde vocali dovette rinunciare.[49]
- In House of Mouse - Il Topoclub, la Fata Azzurra compare tra gli ospiti. In un episodio, promuove il Grillo a coscienza di Topolino, finché non è riunito a Pinocchio, traviato da Pena e Panico, che la Fata provvederà a incenerire con la magia. La Stella dei desideri appare invece nello special Il bianco Natale di Topolino - È festa in casa Disney.
- In Kingdom Hearts 3D: Dream Drop Distance, la Fata Azzurra compare durante la visita di Sora al Paese dei Balocchi, dove prima libera Pinocchio dalla gabbia, poi informa Pinocchio, Grillo e Sora su ciò che è successo a Geppetto.
- In C'era una volta, Turchina (o Reul Ghorm) è la prima fata della Foresta Incantata e la leader delle fate, aiutando in più occasioni personaggi in difficoltà come Baelfire, Jiminy e Biancaneve, oltre che Pinocchio. Nonostante il suo importante ruolo, ha un severo metodo di fare, come quando punisce Trilli rimuovendole le ali per esserle andata contro o chiedendo a Sognolo di non proseguire la relazione con la fata Nova per il bene di quest'ultima, ma così facendo diventa indirettamente responsabile di vari avvenimenti quali la creazione e l'esilio della Fata Nera, dell'idea di Tremotino di scagliare il Sortilegio Oscuro e quella di permettere a Pinocchio si salvarsi dal Sortilegio tramite una teca destinata a Biancaneve e la sua famiglia. Nel mondo senza magia, diventa la madre superiora del convento di Storybrooke (in cui le suore sono le fate) e, una volta ripresa la magia, torna ad essere un importante elemento per i protagonisti, offrendo la sua magia e conoscenza su di essa in diversi casi. È interpretata da Keegan Connor Tracy.
- Compie dei camei in Teacher's Pet, vista durante la visione del film di Pinocchio, e ne Il meraviglioso mondo di Topolino assieme alle sue colleghe fate e Merlino.
- Nel libro La Signora del male. Malefica. La vera storia, si scopre che frequentava la stessa scuola di magia assieme a Flora, Fauna, Serenella e Malefica, ed era l'unica che trattava bene quest'ultima.
- Nel remake live action del 2022, Cynthia Erivo interpreta la Fata (rinominata Fata Turchina), ma compare solo nella prima scena. La Fata inizialmente realizza il desiderio dalla stella, e quando scende a controllare, notando prima Pinocchio impigliato tra i fili e poi che dice solo le ultime parole che gli vengono rivolte, concorda con il Grillo che potrebbe non aver correttamente espresso il desiderio di Geppetto (che suppongono essere quello di fare di Pinocchio un vero bambino) e Pinocchio, convinto che questo renderà felice il padre, chiede come può diventarlo, ottenendo le medesime istruzioni. Fatto ciò, la Fata se ne va via cantando "Una stella cade" e non è poi vista. Nella scena finale, però, mentre Pinocchio cerca di rianimare Geppetto svenuto ( cantando la sua canzone), una delle sue lacrime sembra contenere la magia della Fata, risvegliando il falegname.  Il film chiude con Pinocchio e Geppetto che tornano a casa in una grotta, seguendo la luce azzurra della Fata e Pinocchio sembra brevemente diventare umano .
- Nel libro A Twisted Tale - La Stella dei Desideri, si scopre che era un tempo una normale ragazza di nome Chiara Belmagio. Un giorno, mentre in barca con i fratelli Niccolò e Ilaria, Chiara salva Geppetto da un attacco di Monstro e ciò la rende la candidata ideale per diventare la nuova fata della Stella dei Desideri. Ilaria, gelosa della sua fortuna, triste per la sua partenza e disperata per un'audizione finita male, finisce con l'essere reclutata dai Senza Cuore, le fate malvagie, diventando così la Fata Scarlatta. Durante gli eventi della storia principale, è rivelato che le fate non possono realizzare appieno i desideri della gente (poiché non sarebbe corretto cedere tutto su un piatto d'argento), e soprattutto non quelle del proprio villaggio natale, ma Chiara decide di trasgredire queste regole (più quella di donare la vita a oggetti inanimati) per Geppetto, ed è scoperta dalla sorella, la quale propone una sfida: se Pinocchio si dimostrerà meritevole della forma umana entro tre giorni, Ilaria smetterà di stare dalla parte dei Senza Cuore, altrimenti Chiara passerà dalla loro, e le due quindi fanno il possibile per aiutare e ostacolare Pinocchio nel suo cammino. Pian piano pentendosi di questa scelta, specie scoprendo che se il suo cuore diventa dei Senza Cuore Chiara morirà, Ilaria alla fine deciderà di tradire i Senza Cuore e aiutare sua sorella. Ilaria alfine perde i poteri e torna una normale umana, mentre le fate puniscono Chiara con un mese senza magia per le regole infrante, ma aderiscono a rivederle per evitare di facilitare l'operato dei Senza Cuore. Alla fine della storia, il Grillo Parlante va a cercarla e riceve da lei in persona la spilletta, e la Fata gli chiede di vegliare ancora su Pinocchio.[50]
- La Fata Azzurra fa una breve apparizione, insieme agli altri personaggi del film, in Once Upon a Studio.

### Nella musica
Edoardo Bennato in Burattino senza fili ha dedicato La Fata, il 3° brano del disco, alla femminilità
E forse è per vendetta/e forse è per paura/o solo per pazzia/ma da sempre/tu sei quella che paga di più/Se vuoi volare ti tirano giù/E se comincia la caccia alle streghe,/la strega sei tu...